# La Réalité
Albums de Raphael
Hôtel de l'univers
(2000) Caravane
(2005)
Singles
1. Ô compagnons
Sortie : 2003
2. Sur la route (en duo avec Jean-Louis Aubert)
Sortie : 2003
3. Une journée particulière
Sortie : 2004

La Réalité est le deuxième album studio de Raphael, paru le 22 avril 2003.

## Liste des titres[2]
| No  | Titre                                        | Paroles                               | Musique                       | Durée |
| --- | -------------------------------------------- | ------------------------------------- | ----------------------------- | ----- |
| 1.  | Comme un homme à la mer                      | Raphael Haroche                       | Raphael Haroche               | 4:02  |
| 2.  | Ô compagnons                                 | Raphael Haroche                       | Raphael Haroche               | 3:21  |
| 3.  | Il ira loin                                  | Raphael Haroche                       | Raphael Haroche               | 3:50  |
| 4.  | La Mémoire des jours                         | Gérard Manset                         | Raphael Haroche               | 4:16  |
| 5.  | Il y a toujours                              | Raphael Haroche                       | Raphael Haroche               | 3:39  |
| 6.  | Au temps des colonies                        | Raphael Haroche                       | Raphael Haroche               | 2:18  |
| 7.  | Être Rimbaud                                 | Gérard Manset                         | Gérard Manset                 | 4:28  |
| 8.  | 1900                                         | Raphael Haroche                       | Raphael Haroche               | 3:11  |
| 9.  | Sur la route (en duo avec Jean-Louis Aubert) | Raphael Haroche                       | Raphael Haroche               | 3:51  |
| 10. | La Réalité                                   | Raphael Haroche - Thibaud Lang Willar | Raphael Haroche               | 3:42  |
| 11. | Des mots                                     | Raphael Haroche                       | Raphael Haroche               | 3:33  |
| 12. | Suivez la musique                            | Raphael Haroche                       | Marcus Bell - Raphael Haroche | 8:08  |
| 13. | Poste restante (bonus)                       | Raphael Haroche                       | Raphael Haroche               |       |
| 14. | Une journée particulière (bonus)             | Raphael Haroche                       | Raphael Haroche               |       |
| 15. | Ô compagnons (version single - bonus)        | Raphael Haroche                       | Raphael Haroche               |       |

## Classements
| Pays                   | Meilleure position | Entrée          | Sortie            |
| ---------------------- | ------------------ | --------------- | ----------------- |
| France                 | 24                 | 26 avril 2003   | 30 avril 2005     |
| Belgique (Francophone) | 41                 | 18 octobre 2003 | 18 septembre 2004 |